# Муравей Рэсберри

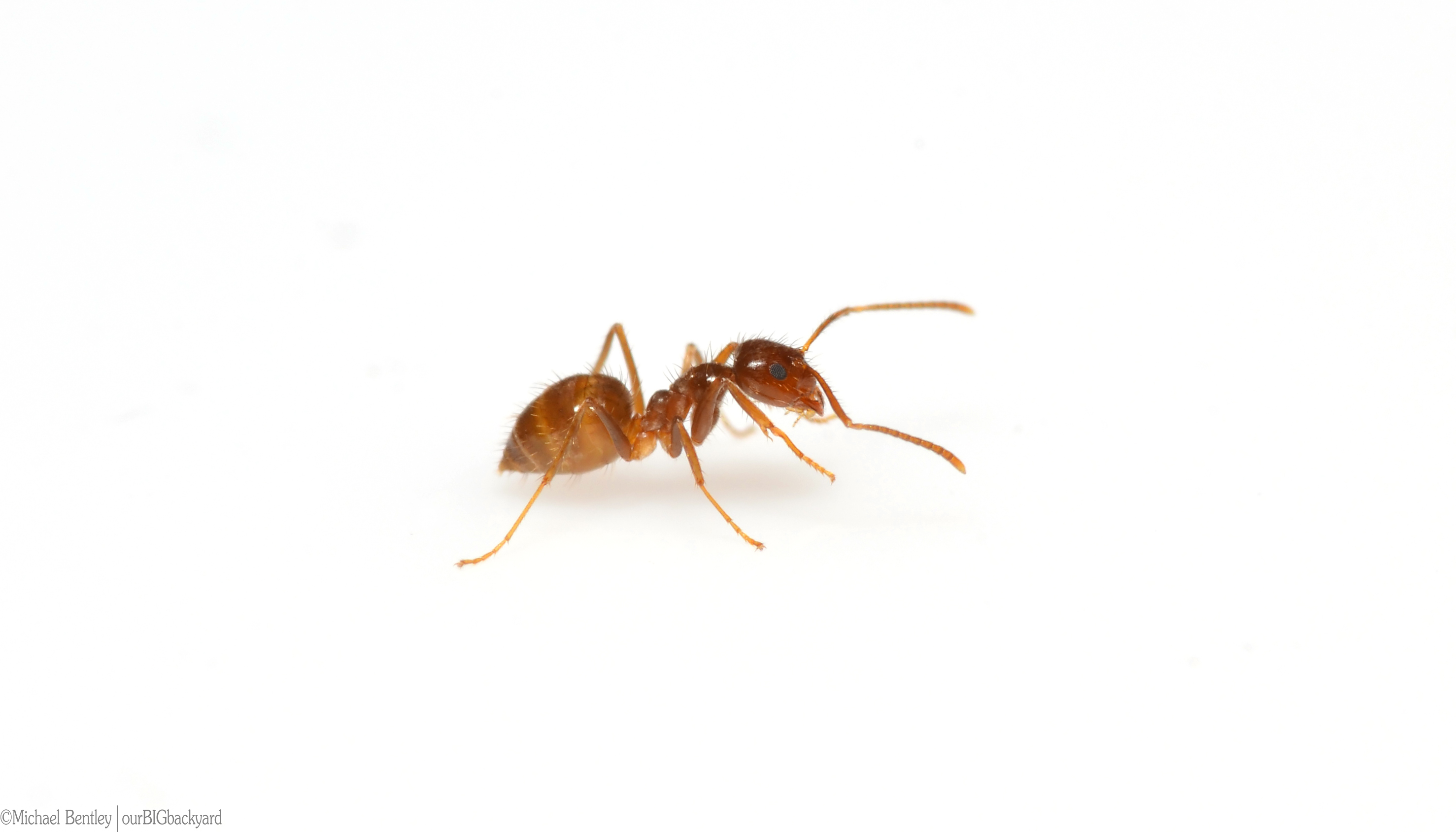
Рабочий муравей

Бешеный муравей Рэсберри или просто муравей Рэсберри (лат. Nylanderia fulva) —  вид муравьёв рода Nylanderia из подсемейства формицины. Инвазивный для Северной и родом из Южной Америки таксон. Первые для США образцы были обнаружены близ города Хьюстон в штате Техас, позднее муравьёв обнаружили во всём юго-восточном Техасе вплоть до Миссисипи.
В прежних классификациях относился к роду Paratrechina, включающему «бешеных муравьёв» Paratrechina longicornis (названы так из-за хаотичных нелинейных движений; практически каждая особь является искателем, в отличие от многих других муравьёв, где на поиск пищи сначала высылают разведчиков, а те уже привлекают остальных). В 2010 году выделен отдельный род Nylanderia, морфологически и поведенчески близкий к предыдущему, а данный вид включён в видовой комплекс fulva complex.
Пресса окрестила данный вид «муравьями Рэсберри» в честь Тома Рэсберри из службы контроля за насекомыми, который впервые обнаружил связанные с ними проблемы в 2002 году.
В течение ряда лет специалисты затруднялись с установлением таксономии вида, но в настоящее время он классифицируется как Nylanderia fulva — вид, весьма близкий к Nylanderia pubens, карибскому бешеному муравью. В одной из публикаций указывается, что муравей мог быть завезён из северной Аргентины или южной Бразилии.

## Описание
Длина взрослой особи рабочих составляет около 3 мм, матки вдвое крупнее (до 6 мм). Основная окраска тела рыжевато-коричневая. Кутикула с многочисленными волосками. Усики самок и рабочих 12-члениковые (у самцов состоят из 13 сегментов). Жвалы рабочих с 6-7 зубцами. Нижнечелюстные щупики 6-члениковые, нижнегубные щупики состоят из 4 сегментов. Голени средних и задних ног с апикальными шпорами. Стебелёк между грудкой и брюшком состоит из одного сегмента (петиоль). Жало не развито. Их личинки в отношении толстой и изогнутой формы тела, четырёх основных типов волосков и характера распределения головных сенсилл сходны с другими представителей своего рода, но с особым строением ротового аппарата и уникальной морфологией нижней челюсти, что позволяет точно идентифицировать вид. Длина желтовато-белых личинок от 1 до 2 мм. В каждой колонии — несколько маток.
N. fulva питается жидкостями, в том числе нектаром растений и падью насекомых. Кальций, натрий и калий очень важны для N. fulva: более высокий уровень калия в окружающей среде снижает численность, а более высокий уровень калия + натрия снижает численность ещё больше. Между тем, более высокое содержание кальция увеличивало изобилие муравьёв.

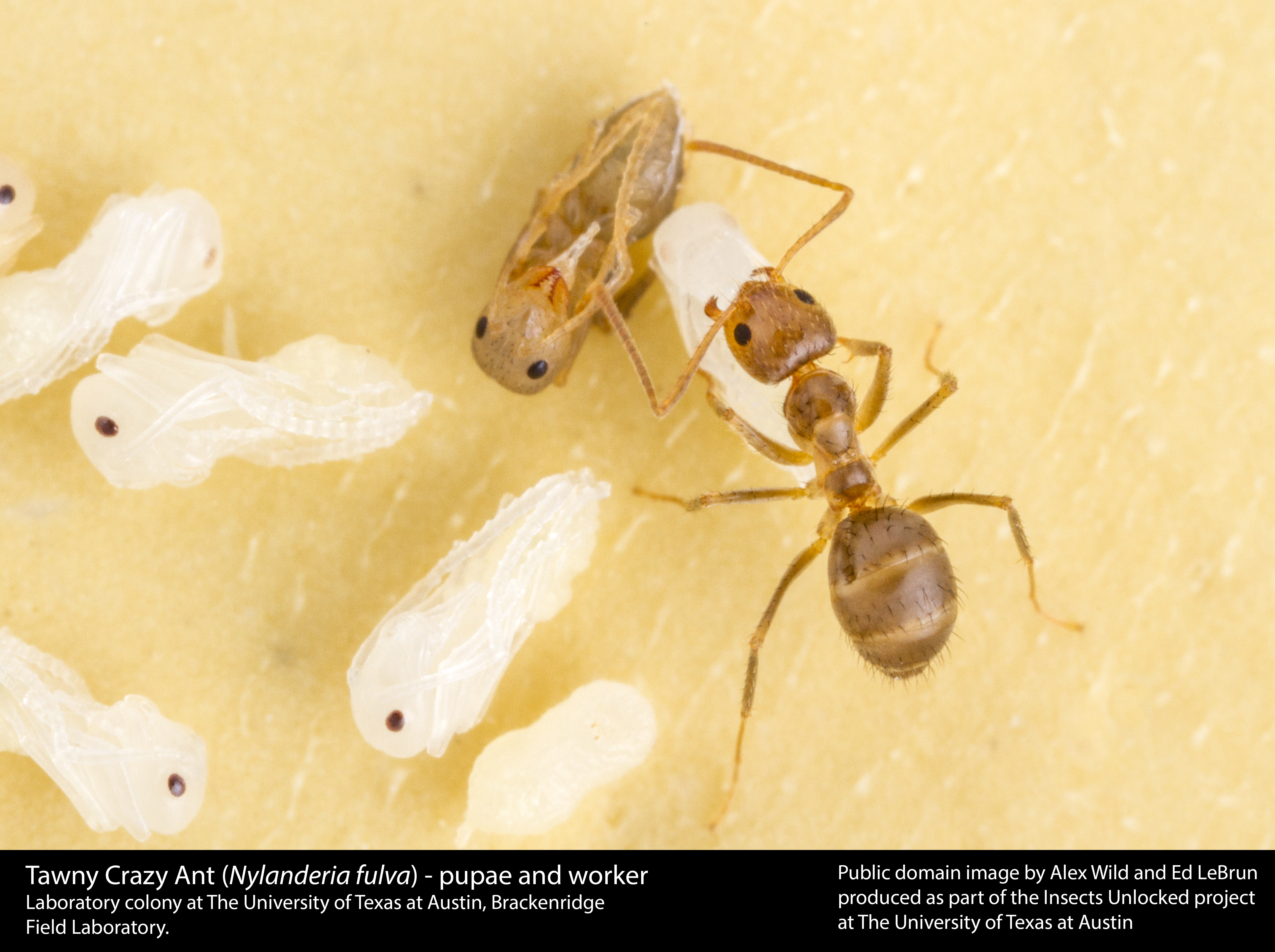
Рабочий и куколки
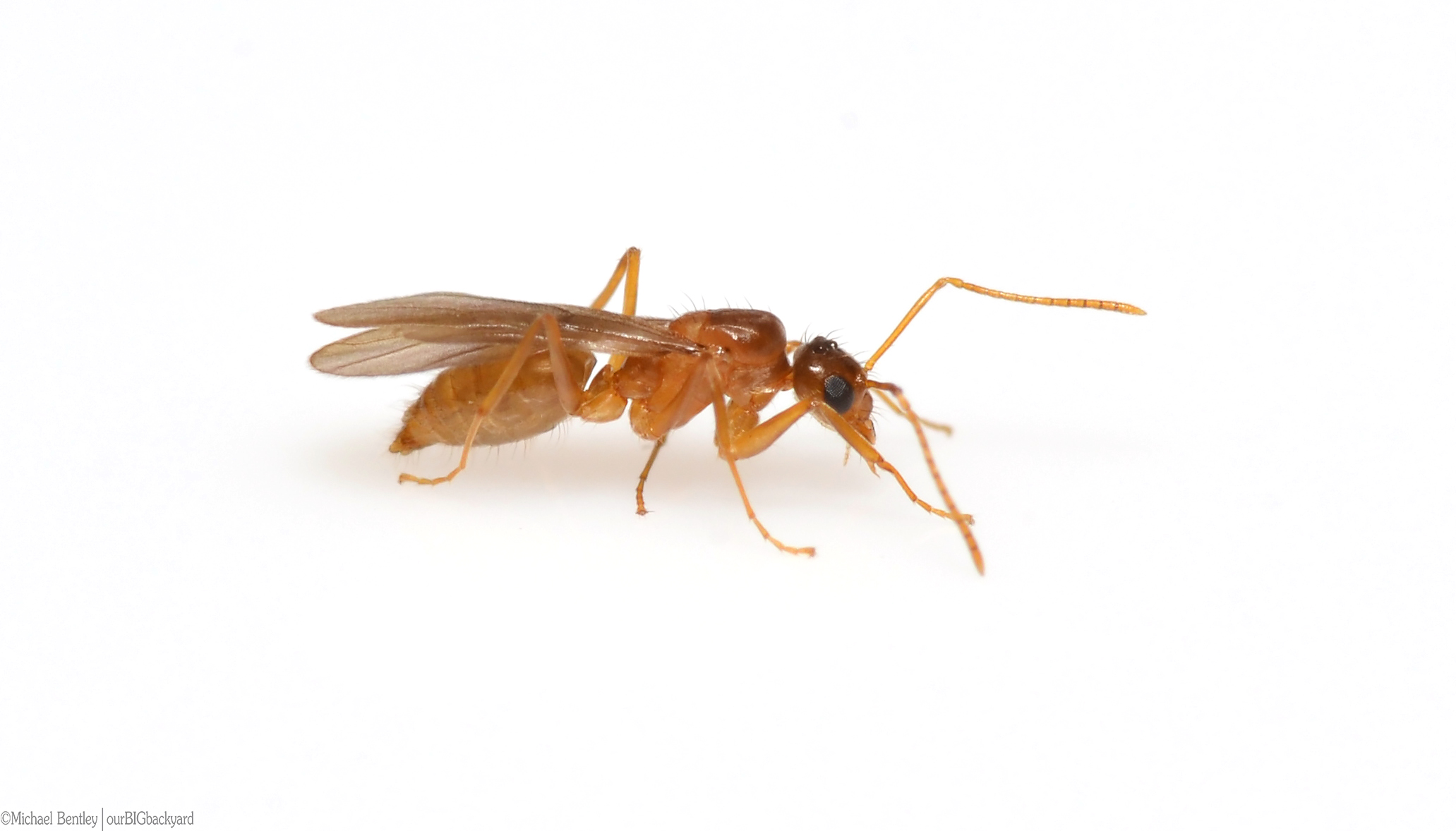
Самец
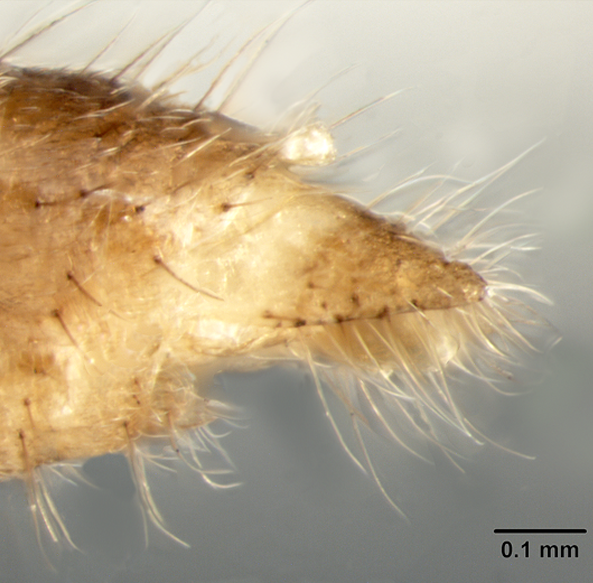
Брюшко самца

## Инвазионный вид

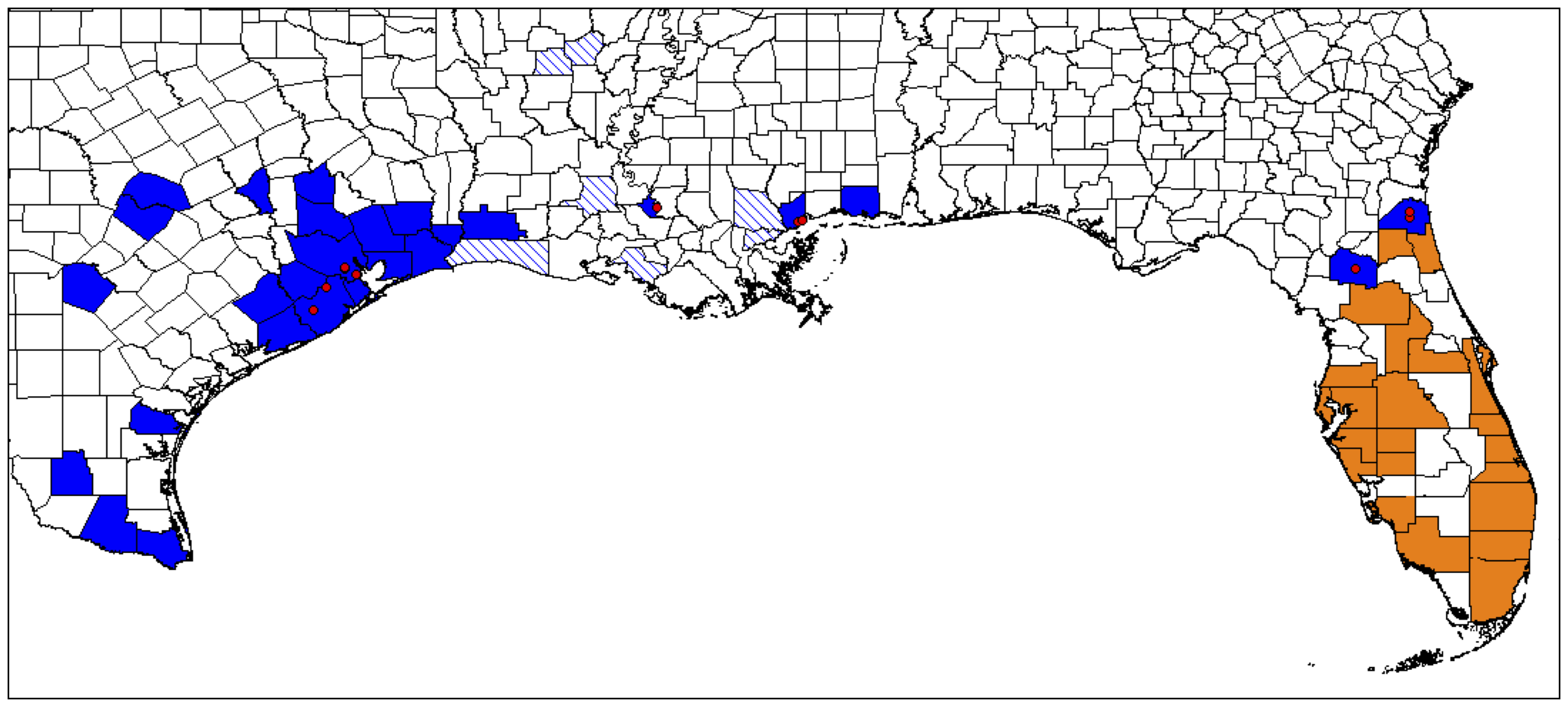
Распространение бешеного муравья Рэсберри по побережью США

По состоянию на 2012 год муравьи этого вида всё ещё представляют собой крупную проблему. Их колонии распространились во всех штатах побережья Мексиканского залива, в том числе, как минимум, в 20 округах штата Техас. Численность жителей их колоний примерно в 100 раз превышает численность муравьёв коренных видов.
При естественном темпе территория их распространения ежегодно расширяется примерно на 800 м. Однако, поскольку их переносят с собой люди, животные и автомобили, в период 2002—2007 годах муравьям удалось распространиться в 5 округах Техаса, что составляет около 8 км в год. При такой скорости в течение 70 лет они смогут достичь Нового Орлеана, который расположен в 563 км от места их первоначального нахождения. В августе 2012 сообщалось о находке муравьёв Рэсберри в г. Порт-Аллен, штат Луизиана.
Муравей Рэсберри предпочитает жаркий влажный климат побережья. В местах своего распространения муравей Рэзберри полностью уничтожил конкурирующий вид, огненных муравьёв.

## Борьба против вида
Их не привлекают обычные муравьиные приманки, и они нечувствительны к широко распространённым пестицидам. Ещё одним затрудняющим фактором в борьбе с ними является наличие нескольких королев в каждой колонии.
В июне 2008 года Агентство по охране окружающей среды США дало временное разрешение на использование фипронила для сдерживания данного вида. Данный пестицид уже использовался против термитов. Его использование разрешено лишь в 7 округах вокруг Хьюстона.
В 2015 году была описана микроспоридия Myrmecomorba nylanderiae (Caudosporidae, отряд Amblyosporida, класс Microsporidea) в качестве патогена Nylanderia fulva. В марте 2022 года дальнейшие исследования во Флориде показали, что этот одноклеточный гриб-паразит может быть эффективным биологическим средством борьбы с инвазивным муравьём Рэсберри.

## Опасность для электрооборудования
Излучаемое электрооборудованием электромагнитное поле привлекает муравьёв данного вида. Это приводит к тому, что муравьи прогрызают провода и погибают. Запах погибшего привлекает новых муравьёв, которые прибегают в поисках противника. В конце концов, скопления муравьиных тел могут вызвать короткое замыкание. Муравьи выводят из строя сложные электроприборы, компьютеры, насосы системы канализации, пожарную сигнализацию и газовые счётчики.